# Arbeitseinsatz

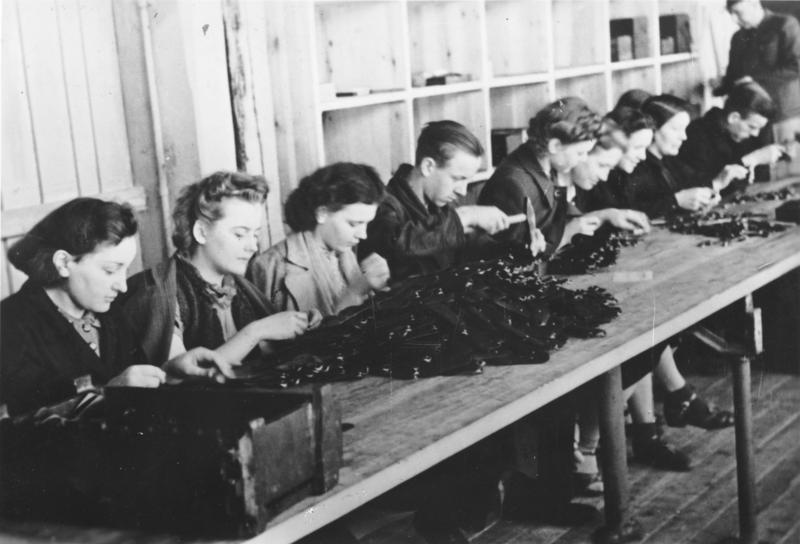
Principalmente mano de obra esclava en una fábrica de rifles alemana, Polonia ocupada. Se estima que 2.500 empresas alemanas emplearon trabajo forzado durante la Segunda Guerra Mundial.

Arbeitseinsatz (en alemán: despliegue laboral) fue una categoría de internamiento en trabajos forzados dentro de la Alemania nazi (en alemán: Zwangsarbeit) durante la Segunda Guerra Mundial. Cuando se convocó a hombres alemanes para el servicio militar, las autoridades nazis alemanas reunieron a los civiles para llenar las vacantes y ampliar las operaciones de fabricación. Algunos trabajadores vinieron de Alemania, pero exponencialmente más de redadas (łapanka) en los territorios ocupados por los alemanes. El Arbeitseinsatz no se limitó al sector industrial y a las fábricas de armas; también tuvo lugar, por ejemplo, en el sector agrícola, los servicios comunitarios e incluso en las iglesias.

## Categorías laborales
Hubo muchas poblaciones afectadas que se pudieron agrupar por diversas variables (a menudo superpuestas) como categorías geográficas, étnicas, religiosas, políticas y de salud. Incluyeron prisioneros políticos alemanes de las SA, la Gestapo y las SS; hombres y mujeres civiles extranjeros de territorios ocupados de Europa del Este (Ostarbeiter); prisioneros de guerra; personas institucionalizadas (personas con discapacidad mental o física, o pacientes médicos y psiquiátricos); y varias agrupaciones étnicas, religiosas o etnoreligiosas (por ejemplo, judíos, sinti, romaníes, yeniche y testigos de Jehová). Vivían en varios tipos de campos, llamados campos de trabajo (Arbeitslager en alemán) y campos de concentración (Konzentrationslager [KZ] en alemán). Los campos de concentración nazis a menudo estaban destinados no solo al trabajo forzado sino también al exterminio. En 1945, aproximadamente 7,7 millones de trabajadores en la industria alemana eran de origen no alemán. Muchos de ellos eran muy jóvenes, y aproximadamente la mitad de ellos eran mujeres.

## Archivos fotográficos

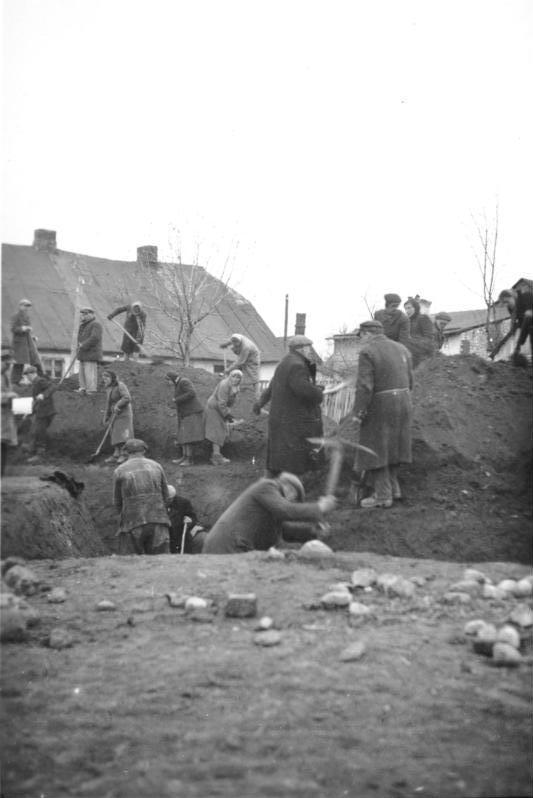
Judíos construyen trincheras de ataque aéreo bajo la supervisión de la RAD, Uniejów, mayo de 1941.
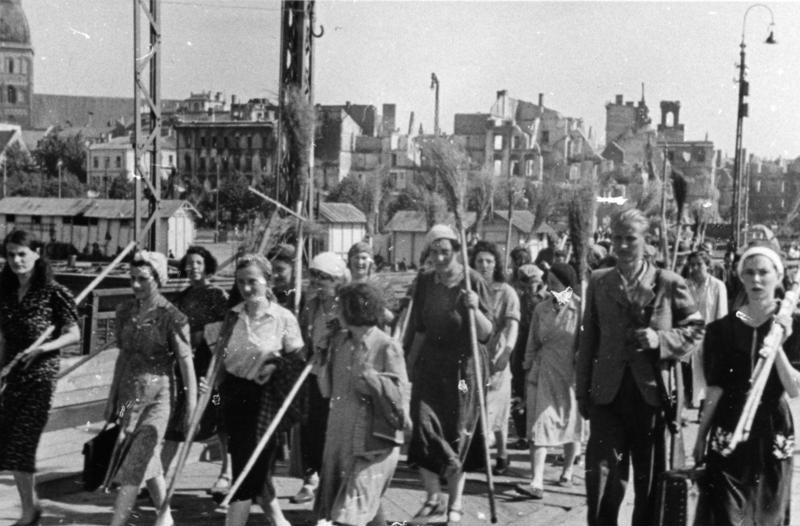
Policía paramilitar con trabajadores, Riga, 11 de julio de 1941 (foto de la Wehrmacht)
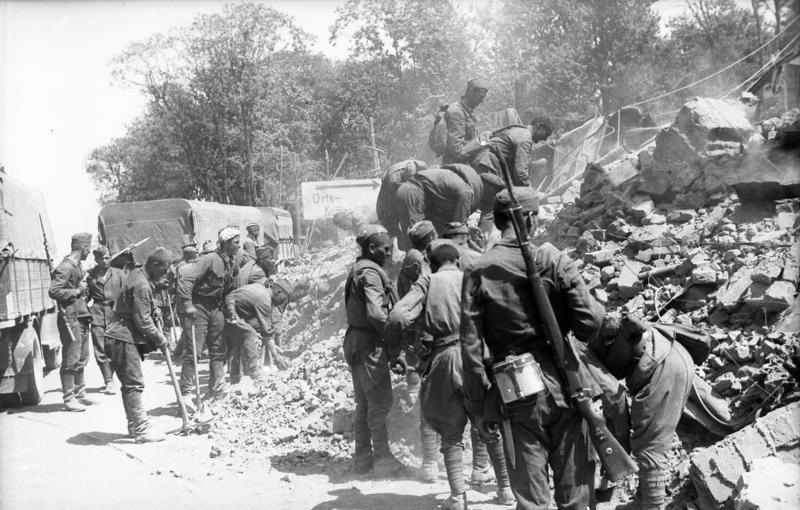
Los prisioneros de guerra soviéticos abren el camino para la columna de la Wehrmacht, Minsk, julio de 1941 (foto de la Wehrmacht)
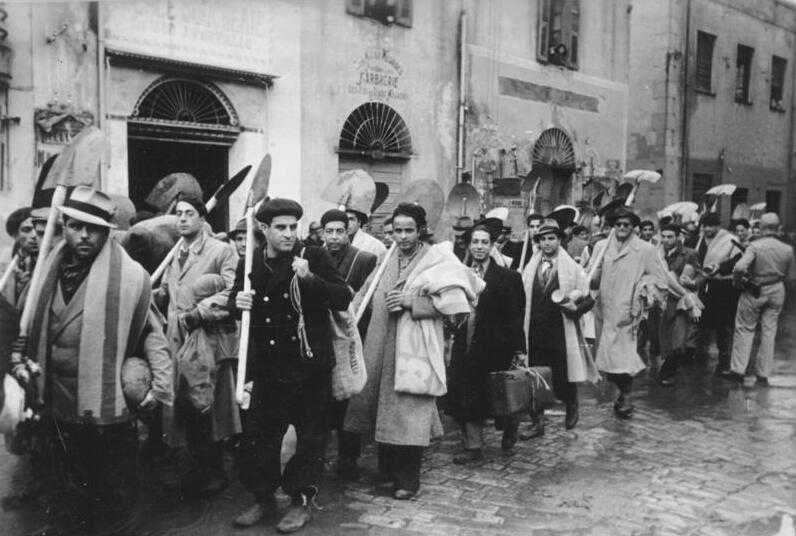
"Los judíos deben trabajar", Túnez, diciembre de 1942, (foto de la Wehrmacht).
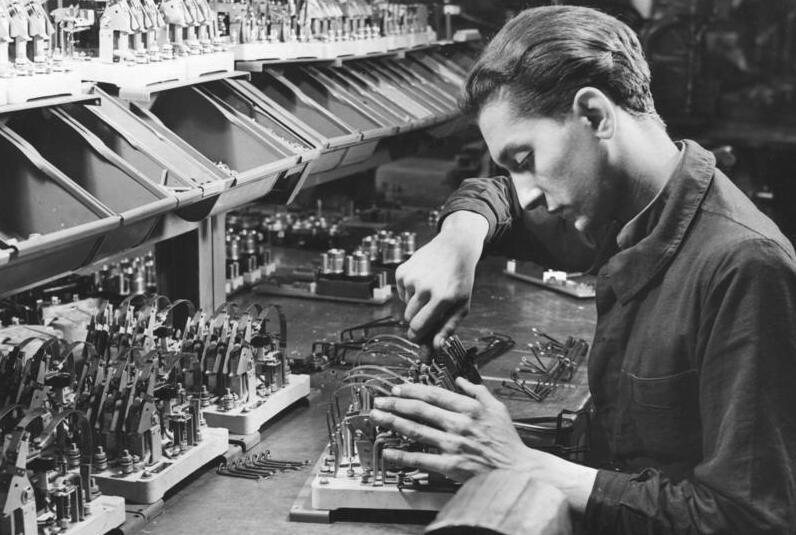
Mecánico francés en Siemens en Berlín, 1943.
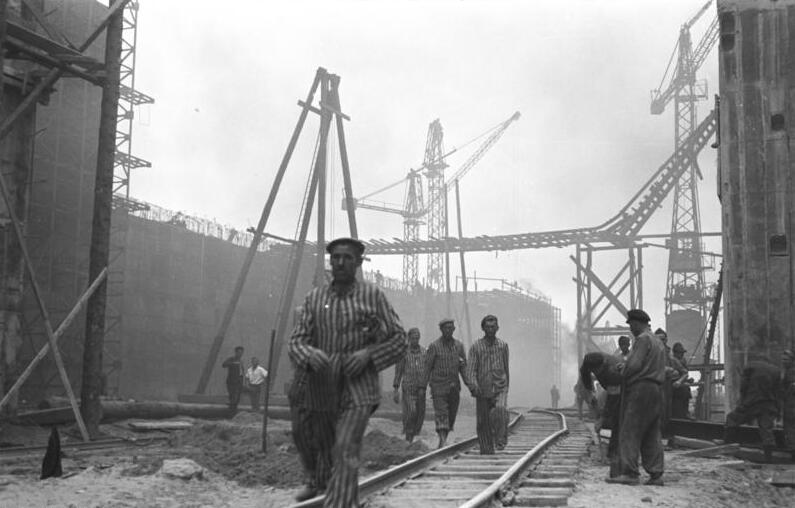
Prisioneros en la construcción del submarino en el refugio para submarinos de Valentin, Bremen, 1944.
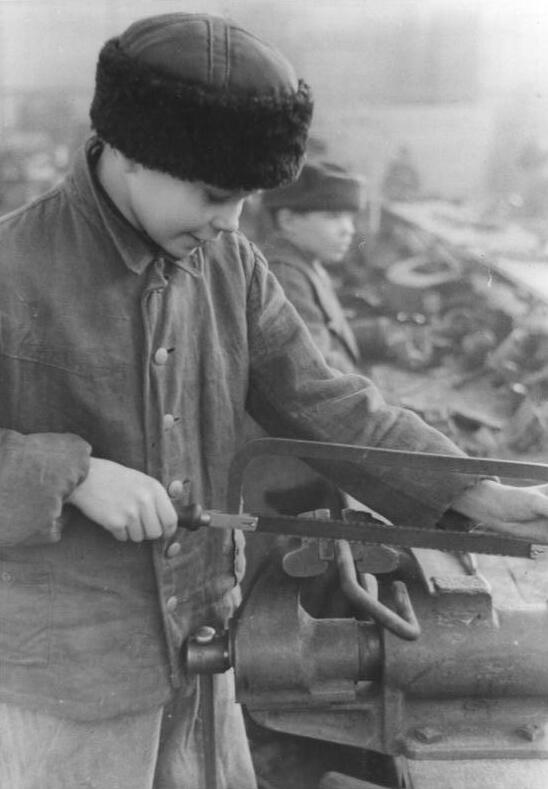
Preso de 14 años en Berlín, enero de 1945.
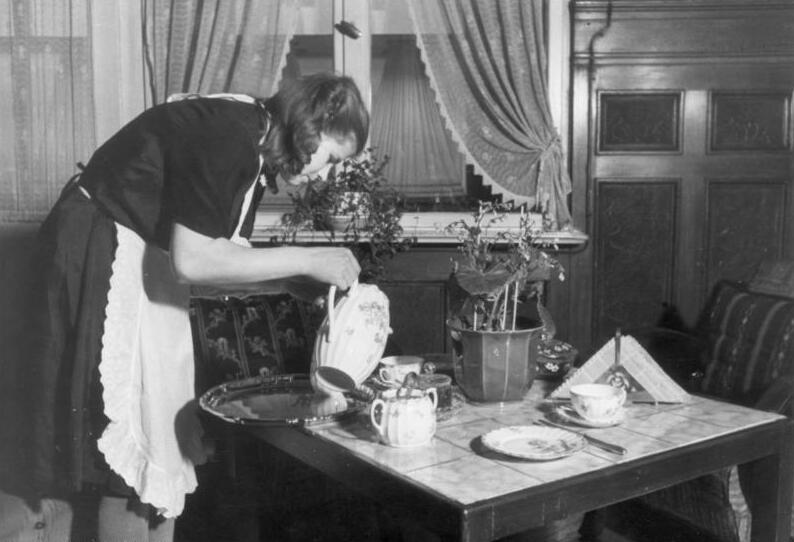
Ostarbeiterin de Kiev realizando trabajo doméstico, enero de 1945 (imagen de la SS)
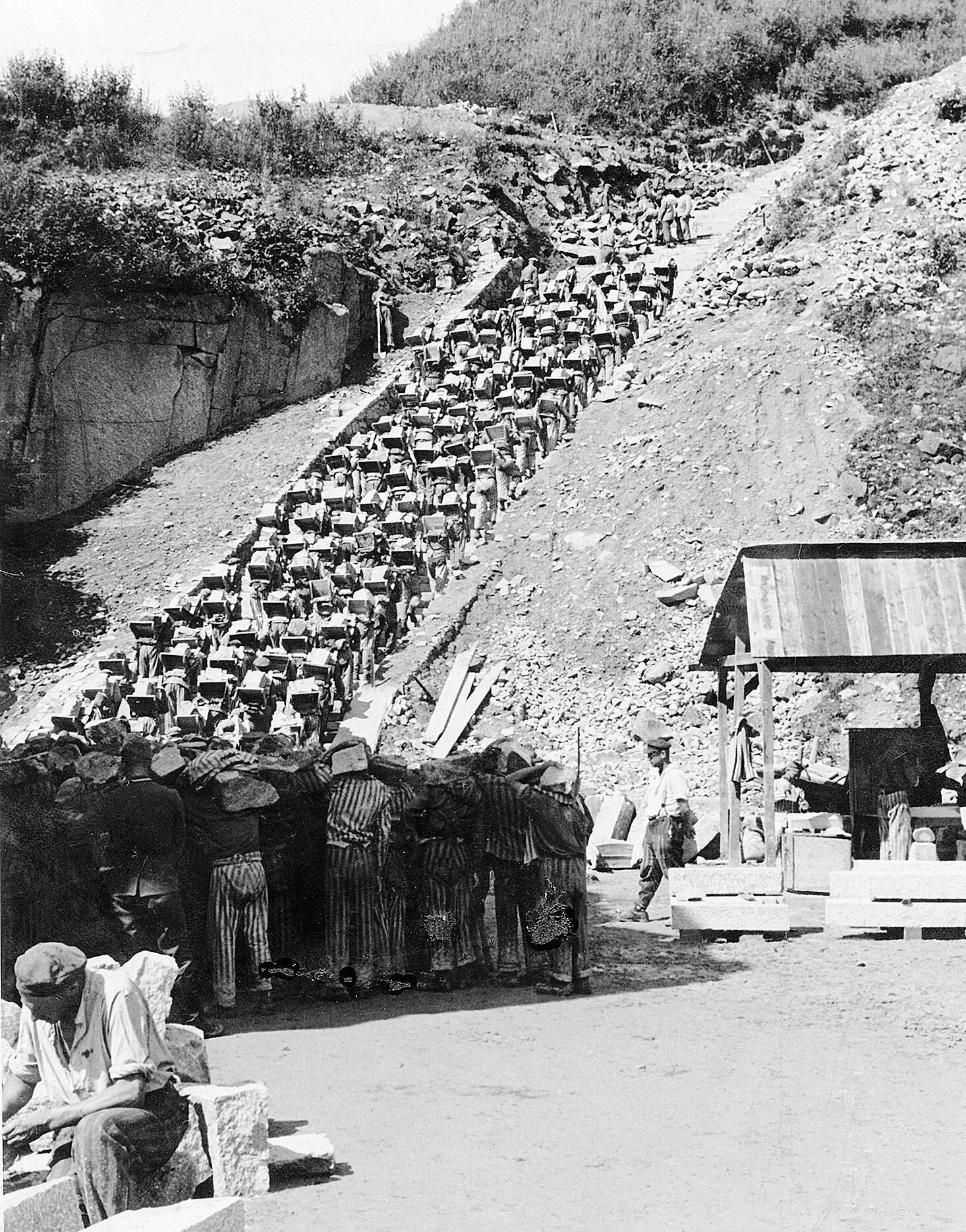
Escaleras de la muerte en la cantera del campo de concentración de Mauthausen.